# Rita Reining
Anna Margaretha (Rita) Reining (Luxemburg-Stad, 30 april 1888 – aldaar, 19 maart 1963) was een Luxemburgs beeldhouwer.

## Leven en werk
Rita Reining was een dochter van de industrieel Niels Christian Wilhelm Reining en Catharina Magdalena Burger. Ze werd opgeleid aan de kunstacademie van München. In 1920 trouwde ze met ingenieur Marcel Thomas (1879-1961) uit Straatsburg.
Reining maakte sculpturen in hout, gips en terracotta en beschilderd aardewerk. Ze sloot zich aan bij de kunstenaarsvereniging Cercle Artistique de Luxembourg, waar ze van 1914 tot 1927 deelnam aan de jaarlijkse salons. Naar aanleiding van haar deelname aan de salon in 1917 meende de recensent van de Luxemburger Wort: "Rita Reining wird eines Tages der Skulptur in unserm Land neue Wege und Ziele zeigen." In 1923 nam ze met een aantal Luxemburgse kunstenaars, onder wie de beeldhouwers Claus Cito en Jean-Baptiste Wercollier, deel aan de salon in Nancy.
Rita Reining overleed op 74-jarige leeftijd.